# John Backus
John Warner Backus (3. december 1924 – 17. marts 2007) var en amerikansk datalog, der opfandt det første tredjegenerationsprogrammeringssprog (FORTRAN). Han var med til at lave Backus-Naur-notationen (BNF, den mest udbredte notation til at definere formelle sprogs syntaks), og han opfandt begrebet funktionsniveauprogramming . Han modtag i 1977 ACM's Turing Award for disse bedrifter.